# Bolomyszka karaibska
Bolomyszka karaibska (Necromys urichi) – gatunek ssaka z podrodziny bawełniaków (Sigmodontinae) w obrębie rodziny chomikowatych (Cricetidae), występujący w północnej Ameryce Południowej.

## Zasięg występowania
Bolomyszka karaibska występuje w Kolumbii, Wenezueli, Trynidadzie i Tobago oraz zachodniej Gujanie; prawdopodobnie występuje też w skrajnie północnej Brazylii.

## Taksonomia
Gatunek po raz pierwszy zgodnie z zasadami nazewnictwa binominalnego opisali w 1897 roku amerykańscy zoolodzy Joel Asaph Allen i Frank Michler Chapman nadając mu nazwę Akodon urichi. Holotyp pochodził z Caparo, na wyspie Trynidad, należącej do Trynidadu i Tobago. 
Badania molekularne wskazały, że jest on bliższy N. amoenus i N. lasiurus niż gatunkom z rodzaju Akodon. W obecnym rozumieniu N. urichi składa się z kilku taksonów. Na podstawie danych morfologicznych, N. urichi jest najbardziej zróżnicowanym gatunkiem w obrębie rodzaju Necromys.  Autorzy Illustrated Checklist of the Mammals of the World uznają ten takson za gatunek monotypowy.

### Etymologia
- Necromys: gr. νεκρος nekros „trup, martwy”; μυς mus, μυος muos „mysz”[12].
- urichi: prof. Friedrich William Urich (1870–1937), trynidadzki przyrodnik polowy, honorowy sekretarz Trinidad Field Naturalists’ Club (obecnie Trinidad and Tobago Field Naturalists’ Club), kolekcjoner z Wenezueli[13].

## Morfologia
Jest to mały gryzoń: długość ciała (bez ogona) 107–141 mm, długość ogona 69–102 mm, długość ucha 16–19 mm, długość tylnej stopy 22–29 mm; masa ciała 30–61 g. Według badań przeprowadzonych w górach Cordillera de Mérida w Wenezueli, osobniki złapane w porze deszczowej są większe niż w porze suchej, także samce są większe i cięższe niż samice. Bolomyszka karaibska ma ciemne, kasztanoworude futro, na grzbiecie z czarnymi włosami, od spodu z żółtawymi lub szarymi czubkami, ale zawsze z ciemną nasadą; nie ma wyraźnego rozgraniczenia wierzchniej i spodniej strony. Uszy są ciemnobrązowe, ogon krótki i jednolicie ciemny (nieco ponad 1/3 długości zwierzęcia). Dłonie i stopy są z wierzchu ochrowe.

## Tryb życia
Jest spotykana od wysokości 240 do 2232 m n.p.m. Prowadzi naziemny tryb życia, preferuje wilgotne siedliska. Zamieszkuje  głównie wielopiętrowe wilgotne lasy równikowe, ale toleruje też lasy wtórne i jest spotykana w obszarach wycinki. Żywi się soczystą roślinnością i nasionami. Jest aktywna w dzień i w nocy. Rozmnaża się przez cały rok, najintensywniej od maja do czerwca, na początku pory deszczowej. Samica średnio rodzi 3,6 miotu na rok; wydaje na świat średnio 5 młodych. Młode stają się dojrzałe płciowo mając 2,7 miesiąca.

## Populacja
Bolomyszka karaibska nie jest liczna. Występuje w kilku parkach narodowych w Wenezueli. Niektóre populacje, lub gatunki kompleksu, mogą być narażone na wyginięcie, podczas gdy inne wykazują większą tolerancję wobec zmian środowiska. Aktualnie Międzynarodowa Unia Ochrony Przyrody uznaje bolomyszkę karaibską za gatunek najmniejszej troski.